# أحمد بوسطيلة
أحمد بوسطيلة (8 أغسطس 1944-14 أكتوبر 2018) قائد سابق لجهاز الدرك الوطني الجزائري.

## مشواره العسكري
تلقى تكوينات عديدة بالجزائر والدول الأجنبية، تحصل من خلالها على عدة شهادات أهمها:
- - ليسانس حقوق تخصص القانون العام.
- - تكوين عسكري عالي.
- - شهادة دراسات عليا اختصاص الدرك الوطني(DESG ) بفرنسا .
- - شهادة في علم الإجرام درجة ثانية (معهد علم الاجرام باريس- فرنسا).
- - رتبة لواء يوم 5 يوليو 2000
- - رتبة فريق في 5 يوليو 2015.

## المناصب
- - قائد كتيبة إقليمية للدرك الوطني من 1966 إلى 1971.
- - قائد مجموعة إقليمية للـدرك الـوطنـي من 1971 إلى 1976.
- - قائد قيادة جهوية للدرك الوطني من 1976 إلى 1986.
- - قائد أركان الدرك الوطني من 1986 إلى 1994.
- - ملحق عسكري ببكين (الصين) من 1994 إلى 1999.
- - قائد الدرك الوطني من 2000 إلى سبتمبر 2015.

## التقاعد
أحيل على التقاعد في 10 سبتمبر 2015

## الأوسمة
- وسام الجيش الوطني الشعبي شارة أولى
- وسام الجيش الوطني الشعبي شارة ثانية
- وسام الاستحقاق العسكري
- وسام الشرف (قبل الإحالة على التقاعد).[7]

## الحياة الخاصة
أحمد بوسطيلة متزوج وأب لخمسة أولاد، هم كل من أحمد، أمين، نبيل، سميرة وفريال.

## الوفاة
توفي في 14 أكتوبر 2018 في باريس العاصمة الفرنسية، حيث كان يعالج من مرض عضال.